# Helsingin Jalkapalloklubi
Lo Helsingin Jalkapalloklubi (finl. Club calcistico di Helsinki), noto anche con l'acronimo HJK o come HJK Helsinki, è una società calcistica finlandese con sede nella città di Helsinki. Gioca nella Veikkausliiga, la massima serie del campionato finlandese di calcio. L'HJK è la squadra di calcio più titolata della Finlandia, avendo vinto il campionato per 33 volte, la Suomen Cup 14 volte e la Liigacup 6 volte. L'HJK è la squadra con il maggior numero di partecipazioni consecutive in massima serie, 55 partecipazioni dal 1964 al 2018, e l'unica squadra ad aver partecipato a tutte le edizioni della Veikkausliiga. Inoltre, l'HJK è l'unica squadra finlandese ad aver partecipato alla fase a gironi della UEFA Champions League nell'edizione 1998-1999.

## Storia

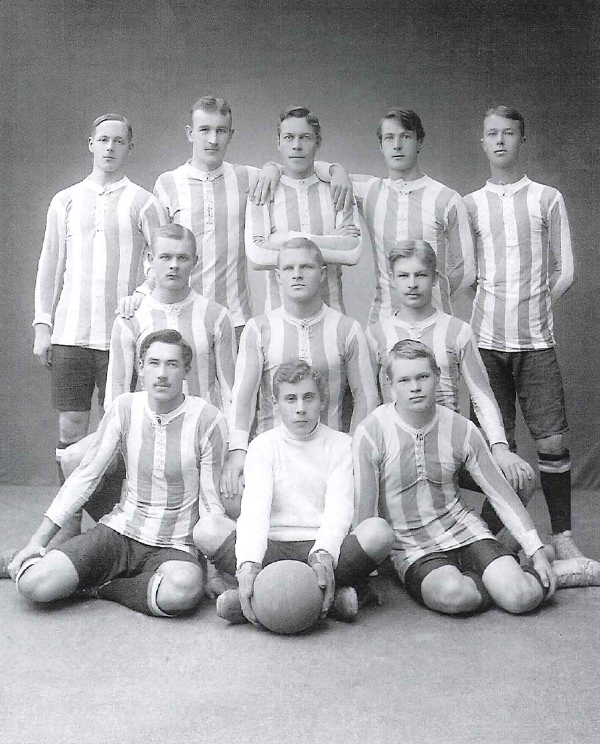
La squadra dell'HJK vincitrice del suo primo campionato nel 1911.

Fu fondata il 19 giugno 1907 con il nome di Helsingfors Fotbollsklubb (Helsingfors è il nome svedese di Helsinki) su iniziativa del pattinatore su ghiaccio Fredrik Wathén, che venne poi nominato primo presidente dell'HJK. Sin dall'anno seguente iniziò a giocare nel campionato finlandese di calcio e nel 1909 cambiò i colori della maglietta dal bianco al bianco-blu a strisce. Nel 1911 l'HJK vinse il suo primo campionato, vincendo la finale per 7-1 sull'Åbo, e confermandosi campione l'anno dopo. Nel 1914 l'HJK divenne la prima squadra finlandese ad organizzare tornei giovanili. Nel 1930 il formato del campionato di calcio cambiò, passando dall'eliminazione diretta alla forma di girone all'italiana, ma l'HJK non riuscì a qualificarsi per questa prima edizione del torneo. Entrò a farne parte nel 1931, ma fu subito retrocesso in Suomensarja, per poi prontamente ritornare in Mestaruussarja l'anno dopo. Nel 1936 vinse il suo ottavo campionato e nello stesso anno tre calciatori dell'HJK fecero parte della selezione finlandese di calcio partecipante ai Giochi della XI Olimpiade.

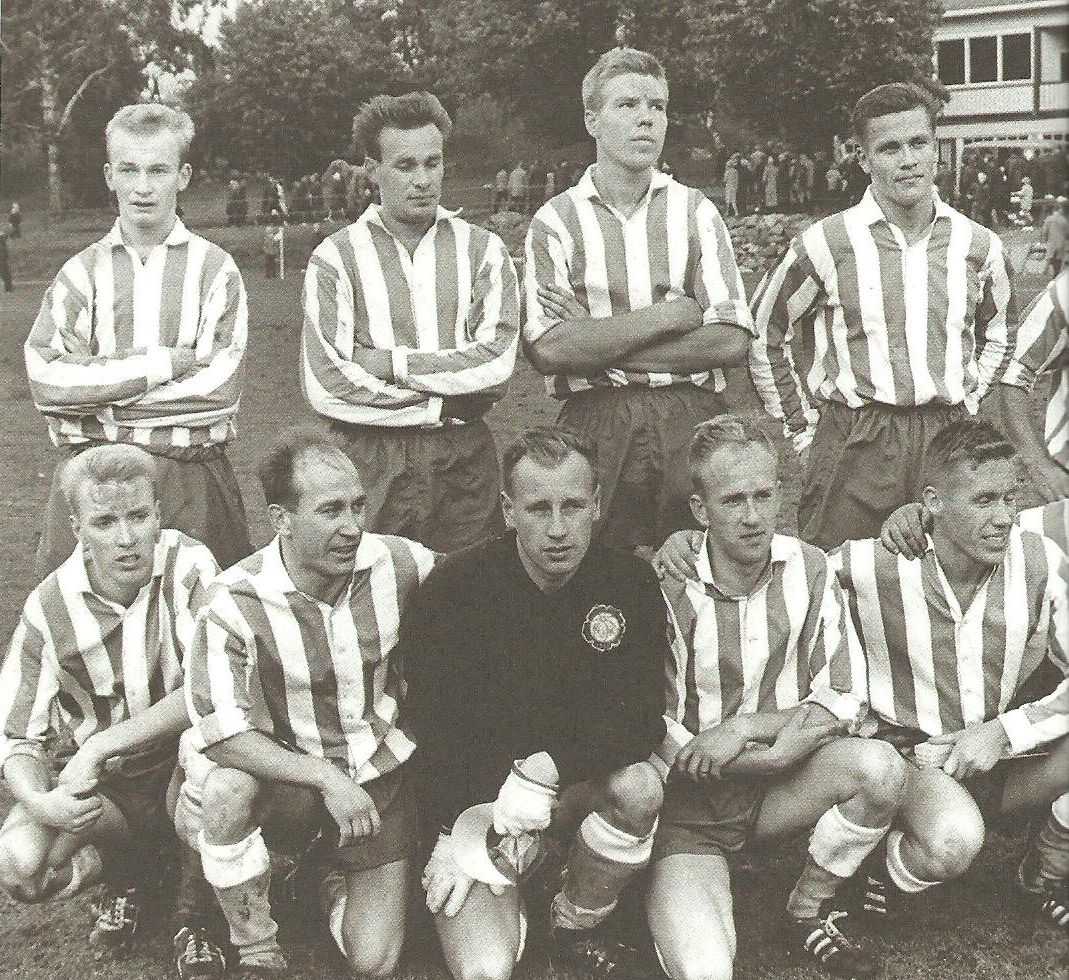
La squadra dell'HJK vincitrice del decimo titolo di Campione di Finlandia nel 1964.

Nel 1964 da neopromosso l'HJK vinse la Mestaruussarja per la decima volta, accedendo per la prima volta alla Coppa dei Campioni. Nella prima partecipazione alla massima competizione UEFA, l'HJK affrontò nel primo turno il Manchester United, perdendo la gara casalinga per 3-2 e la gara in terra inglese per 6-0. La vittoria della prima Suomen Cup nel 1966 permise all'HJK di partecipare per la prima volta alla Coppa delle Coppe nell'edizione 1967-1968, torneo da cui fu subito eliminato al primo turno dal Wisła Cracovia. Nella Coppa dei Campioni 1974-1975 l'HJK riuscì a superare il primo turno, eliminando i maltesi del Valletta, accedendo per la prima volta al secondo turno, dove venne eliminato dagli svedesi dell'Åtvidaberg. Nel 1981 l'HJK vinse sia il campionato sia la Suomen Cup.
Nel 1990 l'HJK vinse la prima edizione della Veikkausliiga. Il torneo prevedeva prima la disputa di un girone all'italiana e le prime otto classificate accedevano ai play-off per decretare la squadra campione. L'HJK, che aveva concluso il girone al terzo posto, nei play-off affrontò ed eliminò al primo turno il TPS e il Lahden Reipas in semifinale. In finale affrontò i rivali del Kuusysi: la prima partita giocata a Lahti terminò 1-1, ma l'HJK vinse ai tiri di rigore; la seconda partita giocata a Helsinki terminò 1-0 per l'HJK, che vinse così la prima Veikkausliiga. Nel 1994 arrivò la conquista della prima Liigacup della storia dell'HJK alla prima edizione della competizione, grazie alla vittoria in finale per 2-0 sul Jazz. La stagione 1996 vide l'HJK vincere sia la Liigacup sia la Suomen Cup, ma anche accedere alla poule retrocessione in campionato: concluse al nono posto che rappresentava l'ultima posizione utile per la permanenza in massima serie. L'anno seguente vinse il campionato per la diciannovesima volta, guadagnando l'accesso alla UEFA Champions League 1998-1999. Quest'edizione della massima competizione UEFA rappresentò un momento importante per il calcio finlandese perché per la prima volta l'HJK riuscì ad accedere alla fase a gironi. Il cammino dell'HJK partì sin dal primo turno preliminare con l'eliminazione della compagine armena dello Erevan, per poi proseguire al secondo turno con l'eliminazione dei francesi del Metz. Nella fase a gironi l'HJK fu sorteggiato nel girone F assieme ai campioni di Germania in carica del Kaiserslautern, al Benfica e al PSV. L'HJK concluse il girone all'ultimo posto con 5 punti conquistati grazie al successo casalingo sul Benfica e ai pareggi con lo stesso Benfica a Lisbona e con il Kaiserslautern in casa.
Nel 2000 l'HJK si trasferì al Sonera Stadium e nel 2002 vinse il suo ventesimo campionato. Nel 2009 l'HJK vinse il suo ventiduesimo campionato, dando il via a una serie di sei campionati vinti consecutivamente fino al 2014. Nella UEFA Champions League 2011-2012 superò il secondo turno preliminare eliminando i gallesi del Bangor City grazie alla vittoria per 3-0 in trasferta e alla vittoria per 10-0 in casa, per poi essere eliminato dalla Dinamo Zagabria nel turno successivo. Nel 2014 l'HJK vinse il campionato e la Suomen Cup e in campo europeo riuscì nuovamente ad accedere a una fase a gironi, questa volta della UEFA Europa League. Da squadra campione di Finlandia in carica l'HJK iniziò la sua avventura europea in Champions League, venendo però eliminato al terzo turno preliminare dai ciprioti dell'APOEL. Retrocesso alla fase play-off di Europa League, affrontò ed eliminò gli austriaci del Rapid Vienna, accedendo alla fase a gironi. Fu sorteggiato nel girone B assieme a Club Bruges, Torino e Copenaghen e concluse al terzo posto, grazie a due vittorie casalinghe per 2-1 sul Torino e sul Copenaghen. Nel 2015 mancò la vittoria del settimo campionato consecutivo, concludendo al terzo posto a due soli punti di distanza dall'SJK. Anche nel 2016 chiuse al secondo posto alle spalle dell'IFK Mariehamn. Grazie a questo piazzamento prese parte alle qualificazioni di UEFA Europa League 2017-2018, dove eliminò al primo il Connah's Quay, perdendo per 1-0 in Galles e vincendo 3-0 in casa; al turno successivo, l'HJK venne battuto dai macedoni dello Škendija. In campionato l'HJK vinse il titolo a due anni dall'ultimo successo, ottenendo un posto per i preliminari di UEFA Champions League 2018-2019: dopo aver battuto, con una doppia vittoria, i faroesi del Víkingur Gøta, venne eliminato al turno seguente dai bielorussi del BATE Borisov. Ammesso al terzo turno di Europa League, l'HJK subì due sconfitte contro gli sloveni dell'Olimpia Lubiana, con un complessivo 7-1 finale. Il club vinse anche la Veikkausliiga 2018 con 78 punti in classifica, 16 in più del RoPS e 20 più del KuPS.
Partecipa alla UEFA Champions League 2022-2023; al primo turno vince 1-0 contro gli estoni del Rigas FC mentre al ritorno perde 1-2 ma vince 5-4 ai rigori e supera il turno. Al secondo turno perde 1-2 contro i quotati cechi del Viktoria Plzen mantenendo vive le speranze di rimonta al ritorno, dove perde però per 0-5 e la squadra viene eliminata. Per quanto riguarda la tifoseria è abbastanza caldo il derby con l'HIFK e di significativa importanza il gemellaggio con la tifoseria del Catania.

## Palmarès

### Competizioni nazionali
- Campionato finlandese: 33  (record)

1911, 1912, 1917, 1918, 1919, 1923, 1925, 1936, 1938, 1964, 1973, 1978, 1981, 1985, 1987, 1988, 1990, 1992, 1997, 2002, 2003, 2009, 2010, 2011, 2012, 2013, 2014, 2017, 2018, 2020, 2021, 2022, 2023
- Suomen Cup: 14  (record)

1966, 1981, 1984, 1993, 1996, 1998, 2000, 2003, 2006, 2008, 2011, 2014, 2016-2017, 2020
- Liigacup: 6  (record)

1994, 1996, 1997, 1998, 2015, 2023

### Altri piazzamenti
- Campionato finlandese:

Secondo posto: 1921, 1933, 1937, 1939, 1956, 1966, 1982, 1983, 1999, 2001, 2005, 2006, 2016
Terzo posto: 1954, 1965, 1968, 1969, 1974, 1976, 1979, 1980, 1986, 1993, 1994, 1995, 2015, 2024
- Suomen Cup:

Finalista: 1975, 1985, 1990, 1994, 2010, 2016, 2017-2018, 2021
Semifinalista: 1956, 1995, 1997, 1999, 2012, 2015
- Liigacup:

Finalista: 1995, 2009, 2012, 2025
Semifinalista: 2011, 2014

## Organico

### Rosa 2025
Rosa e numeri come da sito ufficiale.
| N. |                        | Ruolo | Calciatore                      |
| -- | ---------------------- | ----- | ------------------------------- |
| 1  | Finlandia (bandiera)   | P     | Jesse Öst                       |
| 2  | Inghilterra (bandiera) | D     | Brooklyn Lyons-Foster           |
| 3  | Grecia (bandiera)      | D     | Geōrgios Antzoulas              |
| 4  | Finlandia (bandiera)   | C     | Alexander Ring                  |
| 5  | Finlandia (bandiera)   | D     | Daniel O'Shaughnessy (capitano) |
| 6  | Finlandia (bandiera)   | D     | Ville Tikkanen                  |
| 7  | Finlandia (bandiera)   | C     | Santeri Hostikka                |
| 8  | Grecia (bandiera)      | C     | Geōrgios Kanellopoulos          |
| 10 | Finlandia (bandiera)   | C     | Lucas Lingman                   |
| 12 | Senegal (bandiera)     | D     | Cheikh Sidibé                   |
| 13 | Finlandia (bandiera)   | D     | Kaius Simojoki                  |
| 15 | Finlandia (bandiera)   | C     | Jere Kallinen                   |
| 16 | Finlandia (bandiera)   | P     | Elmo Henriksson                 |
| 18 | Finlandia (bandiera)   | D     | Aaro Soiniemi                   |
| 19 | Finlandia (bandiera)   | A     | David Ezeh                      |

| N. |                        | Ruolo | Calciatore               |
| -- | ---------------------- | ----- | ------------------------ |
| 20 | Finlandia (bandiera)   | A     | Teemu Pukki              |
| 21 | Finlandia (bandiera)   | C     | Pyry Mentu               |
| 22 | Finlandia (bandiera)   | C     | Liam Möller              |
| 24 | Finlandia (bandiera)   | D     | Michael Boamah           |
| 25 | Paesi Bassi (bandiera) | P     | Thijmen Nijhuis          |
| 27 | Finlandia (bandiera)   | D     | Kevin Kouassivi-Benissan |
| 28 | Finlandia (bandiera)   | D     | Miska Ylitolva           |
| 30 | Finlandia (bandiera)   | P     | Alex Ramula              |
| 42 | Finlandia (bandiera)   | A     | Kai Meriluoto            |
| 49 | Finlandia (bandiera)   | C     | Otto Hannula             |
| 91 | Finlandia (bandiera)   | A     | Ville Vuorinen           |
| 95 | Finlandia (bandiera)   | A     | Stanislav Baranov        |
| 98 | Finlandia (bandiera)   | D     | Alex Lietsa              |
| 99 | Stati Uniti (bandiera) | A     | Benji Michel             |